# وزنه‌برداری در المپیک تابستانی ۲۰۰۸
رقابت‌های وزنه برداری در بازی‌های المپیک تابستانی ۲۰۰۸ از ۹ اوت شروع خواهد شد و تا نوزدهم همین ماه ادامه دارد. این رقابت‌ها در ورزشگاه دانشگاه بیهانگ شهر پکن پایتخت چین انجام خواهد شد.

## مدال‌آوران

### مردان
| رویداد    | طلا                      | نقره                                 | برنز                       |
| 56 kg     | لنگ چینگ‌چیان · چین       | هوانگ آن توان · ویتنام               | اکو یولی ایراوان · اندونزی |
| 62 kg     | ژانگ شیانگشیانگ · چین    | دیگو سالازار · کلمبیا                | تریاتنو · اندونزی          |
| 69 kg[a]  | لیائو هوی · چین          | ونسلاس دابایا · فرانسه               | یوردانیس بوررو · کوبا      |
| 77 kg     | سا جائه-هیوک · کره جنوبی | لی هونگلی · چین                      | گوورگ داوتیان · ارمنستان   |
| 85 kg[b]  | لو یونگ · چین            | تیگران وارطان مارتیروسیان · ارمنستان | خادیر وایادارس · کوبا      |
| 94 kg[c]  | شیمون کووتسکی · لهستان   | آرسن کاسابیف · گرجستان               | یواندری ارناندز · کوبا     |
| 105 kg[d] | آندری آرامنائو · بلاروس  | دمیتری کلوکوف · روسیه                | مارسین دولگا · لهستان      |
| +105 kg   | ماتیاس اشتاینر · آلمان   | اوگنی چیگیشف · روسیه                 | ویکتورس شرباتیس · لتونی    |

### زنان
| رویداد    | طلا                                   | نقره                      | برنز                         |
| 48 kg[e]  | چن وی-لینگ · چین تایپه                | ایم جیونگ-هوا · کره جنوبی | پنسیری لائوسیریکول · تایلند  |
| 53 kg[g]  | پراپاوادی جارونراتاناتاراکون · تایلند | یون جین-هی · کره جنوبی    | رائما لیسا رومبواس · اندونزی |
| 58 kg[h]  | چن یانچینگ · چین                      | او جونگ-آئه · کره شمالی   | وندی کامیام · تایلند         |
| 63 kg[i]  | پاک هیون-سوک · کره شمالی              | لو یینگ-چی · چین تایپه    | کریستین گیرارد · کانادا      |
| 69 kg[j]  | اوکسانا سلیونکو · روسیه               | لیدی سولیس · کلمبیا       | عبیر عبدالرحمان · مصر        |
| 75 kg[k]  | آلا واژنینا · قزاقستان                | لیدیا والنتین · اسپانیا   | داماریس آگیره · مکزیک        |
| +75 kg[l] | جانگ می ران · کره جنوبی               | اله اوپلوگه · ساموآ       | مریم عثمان · نیجریه          |

- Men's 69 kg  تیگران گوورگ مارتیروسیان of Armenia originally won the bronze medal, but he was disqualified after a positive anti-doping test of his 2008 sample.[۱]
- Men's 85 kg  آندری ریباکو of Belarus originally won the silver medal, but he was disqualified after a positive anti-doping test of his 2008 sample.[۲]
- Men's 94 kg  ایلیا ایلین of Kazakhstan originally won the gold medal, but he was disqualified on 25 November 2016 after a retest was positive for استانوزولول.[۳] کادژیمورات آکائف of Russia originally won the bronze medal, but he was disqualified after a positive anti-doping test of his 2008 sample.[۴]
- Men's 105 kg  Dmitry Lapikov of Russia originally won the bronze medal, but he was disqualified after a positive anti-doping test of his 2008 sample.[۴]
- Women's 48 kg  چن شیشیا of China originally won the gold medal, but she was disqualified after a positive anti-doping test of her 2008 sample.[۵] Sibel Özkan of Turkey originally won the silver medal, but she was disqualified for the same reason.[۶] On 1 December 2016, the Court of Arbitration for Sport dismissed Özkan's final appeal.[۷]
- Women's 53 kg  Nastassia Novikava of Belarus originally won the bronze medal, but she was disqualified after a positive anti-doping test of her 2008 sample.[۲]
- Women's 58 kg  Marina Shainova of Russia originally won the silver medal, but she was disqualified after a positive anti-doping test of her 2008 sample.[۱]
- Women's 63 kg  Irina Nekrassova of Kazakhstan originally won the silver medal, but she was disqualified after a positive anti-doping test of her 2008 sample.[۴]
- Women's 69 kg  لیو چونهونگ of China and Nataliya Davydova of Ukraine originally won the gold and bronze medal respectively, but they were disqualified after positive anti-doping tests of their 2008 samples.[۵][۴]
- Women's 75 kg  Cao Lei of China originally won the gold medal, but she was disqualified after a positive anti-doping test of her 2008 sample.[۵] Nadezhda Evstyukhina of Russia originally won the bronze medal, but she was disqualified for the same reason.[۱]
- Women's +75 kg  Olha Korobka of Ukraine was originally won the silver medal, but she was disqualified after a positive anti-doping test of her 2008 sample.[۲] Mariya Grabovetskaya of Kazakhstan originally won the bronze medal, but she was disqualified for the same reason.[۴]

## شرایط
هر کشور شرکت‌کننده در این دوره مسابقات حداکثر می‌تواند ۶ ورزشکار مرد و ۴ ورزشکار زن را در مسابقات شرکت دهد. همچنین در هر وزن تنها ۲ ورزشکار امکان حضور دارند.